# Punakha (Distrikt)
Punakha (bhutanisch སྤུ་ན་ཁ་རྫོང་ཁག) ist einer der 20 Distrikte (dzongkhag) von Bhutan. In diesem Distrikt leben etwa 26.541 Menschen (2012). Das Gebiet Punakha umfasst 1108 km². 
Die Hauptstadt des Distrikts ist gleichnamig Punakha.
Der Distrikt Punakha ist wiederum eingeteilt in elf Gewogs:
- Barp Gewog
- Chhubu Gewog
- Dzomo Gewog
- Goenshari Gewog
- Guma Gewog
- Kabjisa Gewog
- Lingmukha Gewog
- Shenga Bjime Gewog
- Talo Gewog
- Toepisa Gewog
- Toewang Gewog

## Galerie

Punakha (Distrikt)
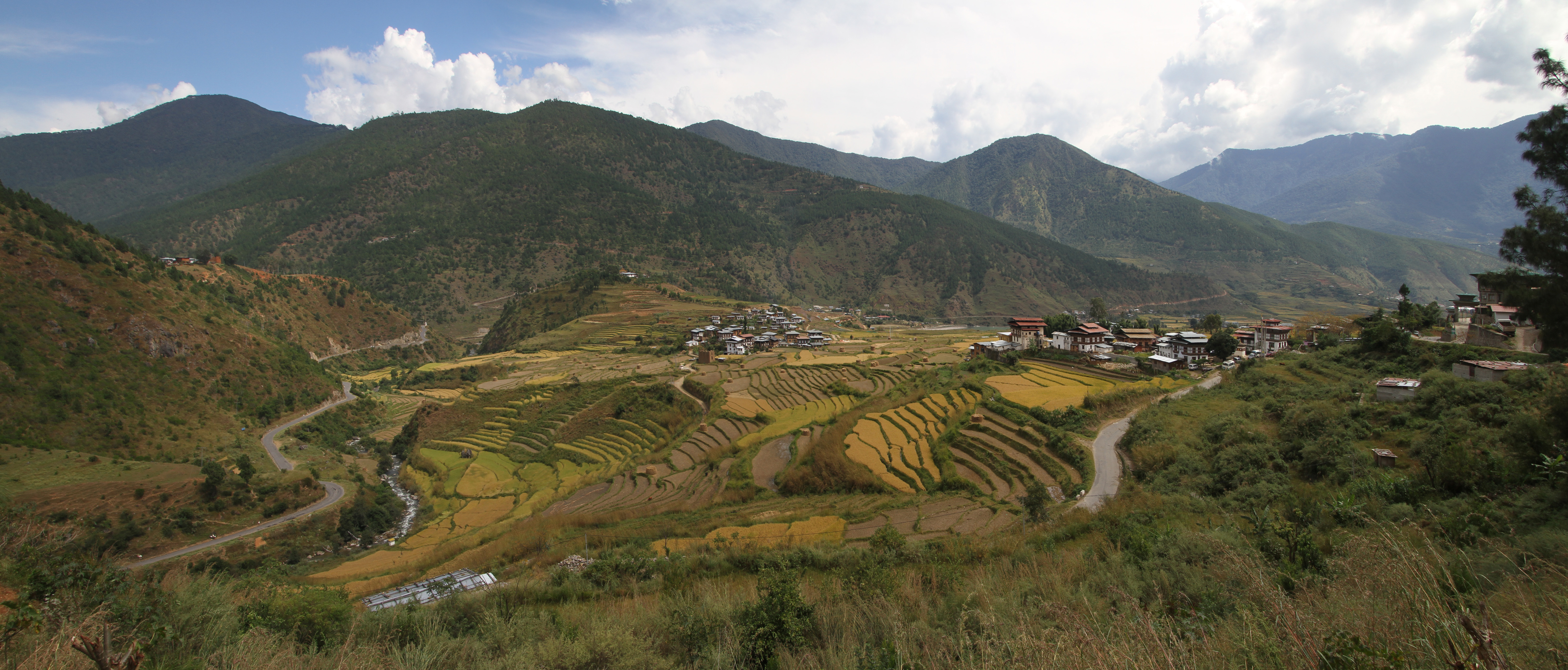
Punakha
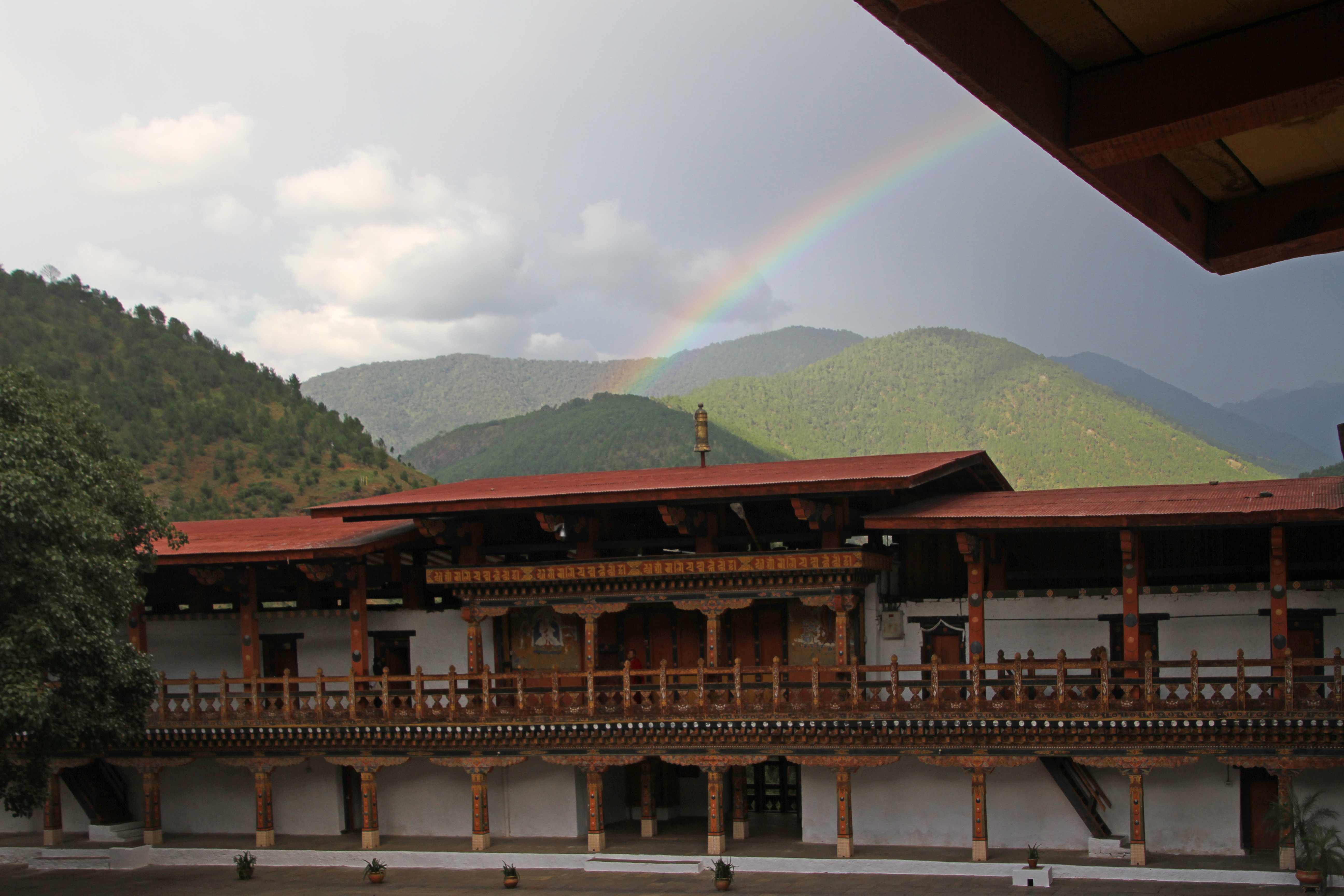
Dzong
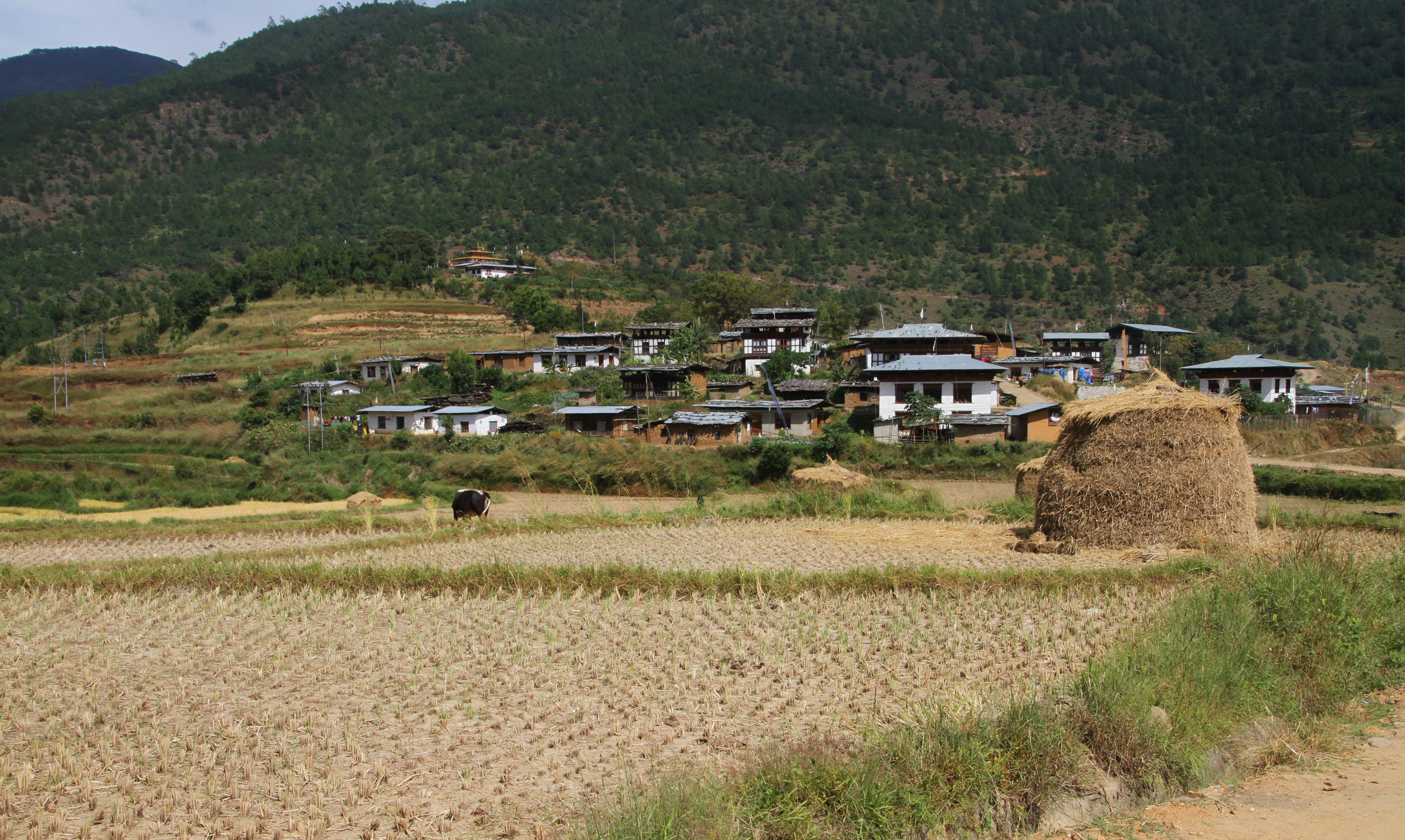
Lobesa
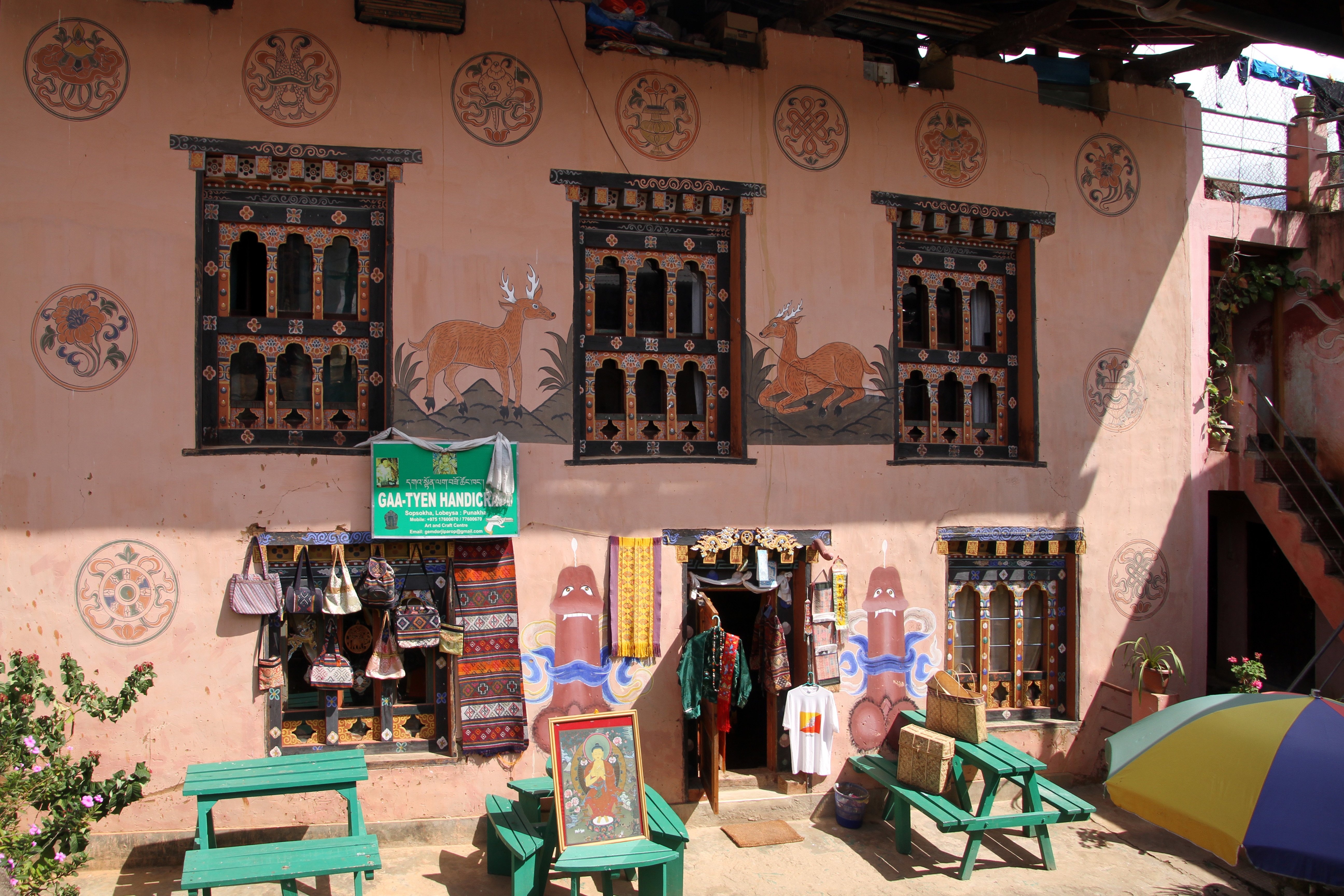
Sopsokha
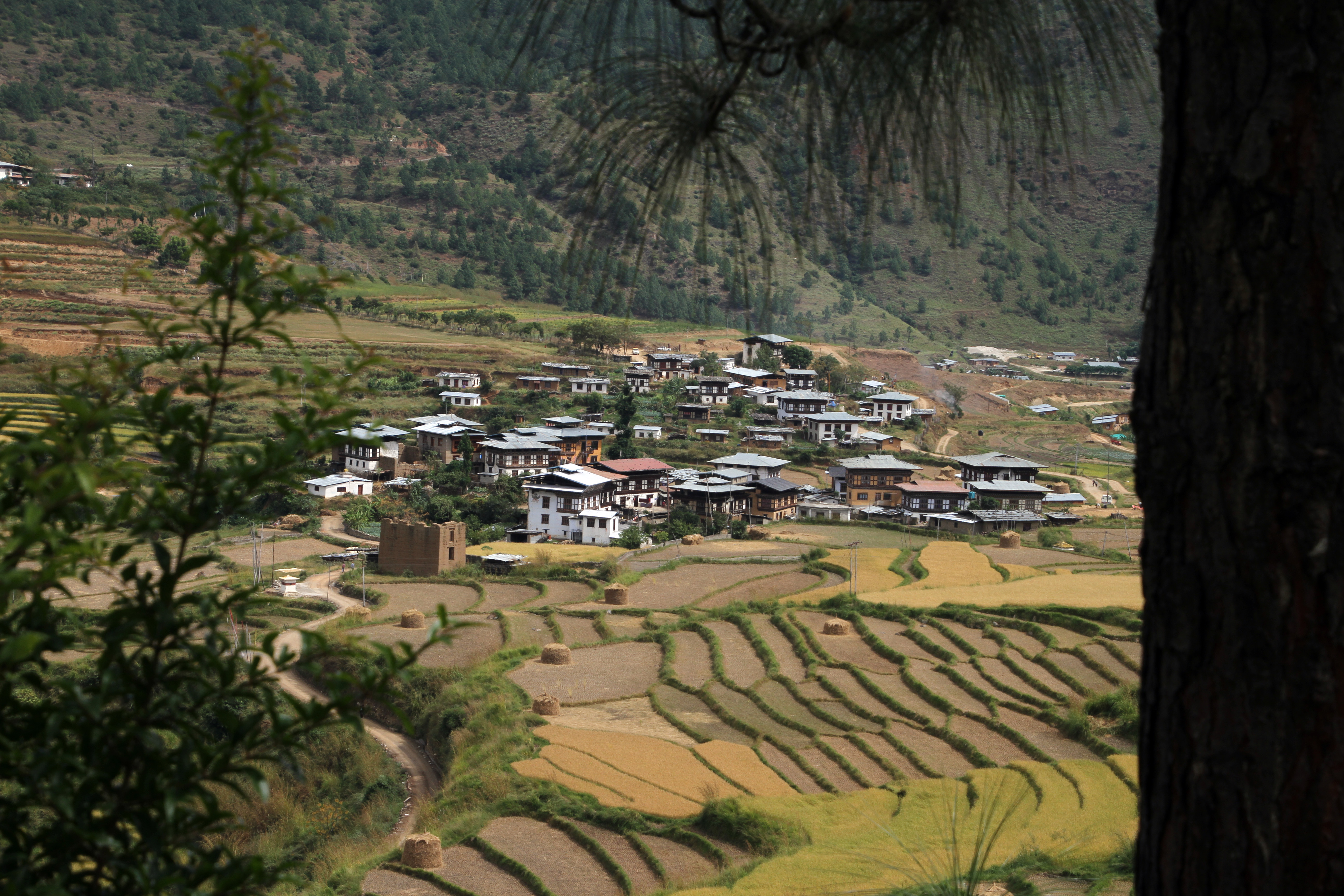
Yowakha
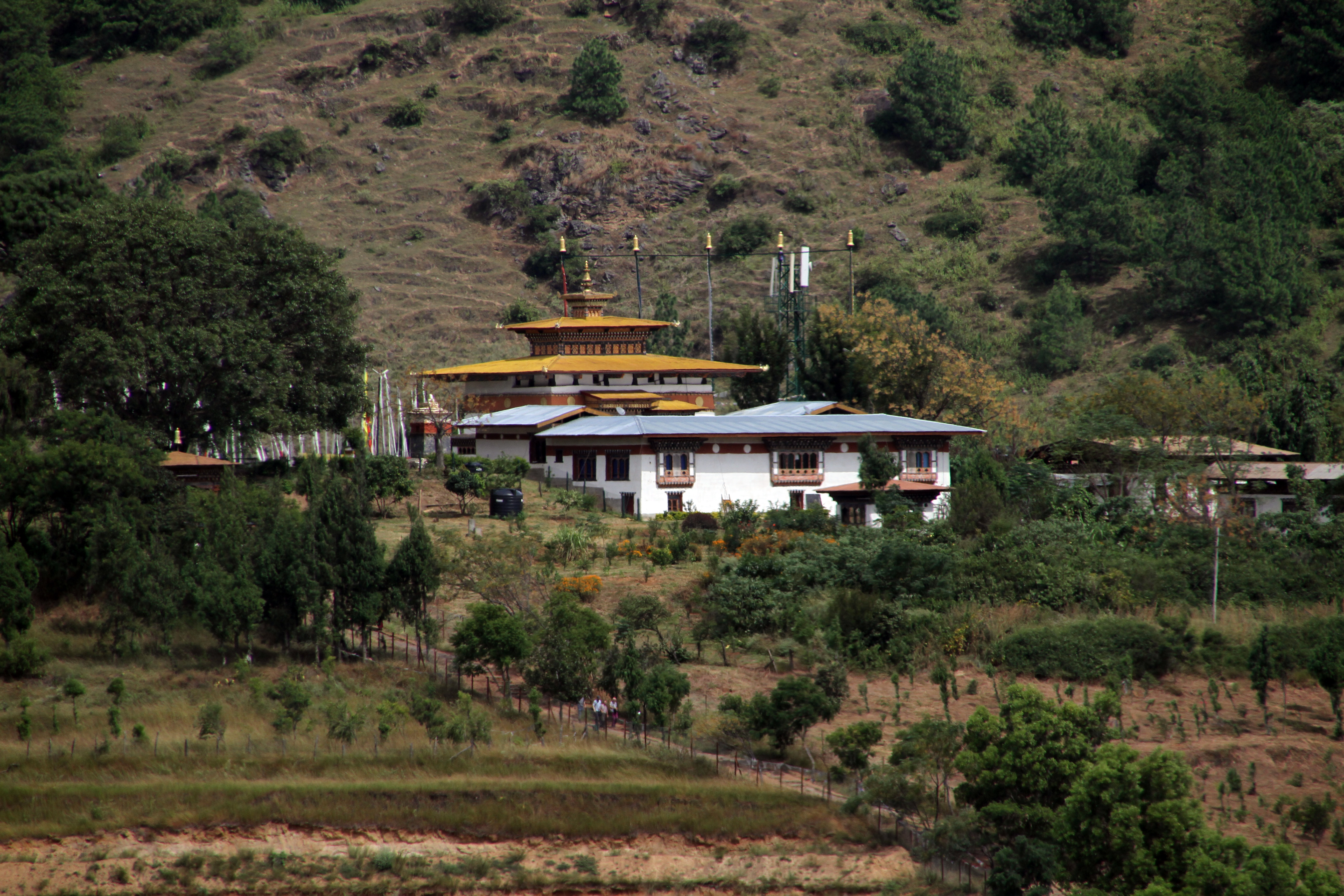
Chime Lhakhang